# سهی بانو ذوالقدر
سهی بانو ذوالقدر (متولد ۲۱ اردیبهشت ۱۳۵۸ تهران) بازیگر اهل ایران است.

## زندگی‌نامه
او دانش‌آموخته رشته معماری از دانشگاه تهران است. سهی بانو ذوالقدر فعالیت هنری خود را از بازیگری آغاز کرد و سپس به سمت کارگردانی رفت. کارگردانی را در مرکز آموزش‌های فرهنگی و هنری دارالفنون و نزد اسماعیل فلاح‌پور گذراند. سپس در کارگاه آزاد بازیگری امین تارخ دوره‌های بازیگری را دید و نزد کیومرث پوراحمد (فیلمنامه‌نویس) یک دوره نویسندگی را هم پشت سر گذاشت. ذوالقدر رشته بازیگری را در دانشکده پوتلج رم در ایتالیا خوانده و شاگرد یوجینو بابا بوده‌است. او عضو صنف تهیه‌کنندگان سینمای ایران است. اجرای دوازده تئاتر در رم و میلان به کارگردانی پینو از ایتالیا بخشی از فعالیت‌های تئاتری او است.
سهی بانو ذوالقدر اولین بار توانست با ساخت فیلم کوتاه برگزیده آموزشگاه دارالفنون شود. کار هنری خود را با فیلم «دل شکسته» شروع کرد و پس از آن در سال ۱۳۸۶ وقتی ۲۸ ساله بود با فیلم «دایناسور» به کارگردانی پرویز شیخ هادی جلوی دوربین رفت. سال ۱۳۸۸ در فیلم تلویزیونی ساعت گیج زمان به کارگردانی فرزاد مؤتمن بازی کرد و در سال ۱۳۸۹ در فیلم جدایی نادر از سیمین به کارگردانی اصغر فرهادی ایفای نقش کرد. ورودش به تلویزیونی در سال ۱۳۸۹ با سریال پرانتز باز شروع شد سپس در سال ۱۳۹۱ با سریال ویژه ماه رمضان به نام مرد نقره ای ایفای نقش کرد.

## تألیف
او نویسنده کتاب «بزرگ و کوچک» برای کودکان و عضو شورای نویسندگان کتاب کودک است.

## فیلم‌شناسی

### سینما
| سال تولید | نام فیلم                | کارگردان          | سمت                  |
| --------- | ----------------------- | ----------------- | -------------------- |
| ۱۴۰۲      | یک بعد از ظهر طولانی    | سهی بانو ذوالقدر  | کارگردان و تهیه‌کننده |
| ۱۴۰۱      | آهنگ دو نفره            | آرزو ارزانش       | بازیگر               |
| ۱۳۹۹      | مصلحت                   | حسین دارابی       | بازیگر               |
| ۱۳۹۶      | صداهای خاموش            | سهی بانو ذوالقدر  | نویسنده و کارگردان   |
| ۱۳۹۵      | سپید به رنگ مروارید     | سیدروح الله حجازی | بازیگر               |
| ۱۳۹۴      | فروشنده                 | اصغر فرهادی       | بازیگر               |
| ۱۳۹۳      | من دیه گو مارادونا هستم | بهرام توکلی       | بازیگر               |
| ۱۳۹۳      | جاده شهریار             | وحید قاضی میرسعید | بازیگر               |
| ۱۳۹۳      | موقت                    | امیر عزیزی        | بازیگر               |
| ۱۳۹۳      | خداحافظی طولانی         | فرزاد مؤتمن       | بازیگر               |
| ۱۳۹۲      | تمشک                    | سامان سالور       | بازیگر               |
| ۱۳۹۱      | شهر فرشتگان             | محمد راوندی       | بازیگر               |
| ۱۳۸۹      | جدایی نادر از سیمین     | اصغر فرهادی       | بازیگر               |
| ۱۳۸۸      | چهارشنبه لعنتی          | حماسه پارسا       | بازیگر               |
| ۱۳۸۷      | پوپک و مش ماشاالله      | فرزاد مؤتمن       | بازیگر               |
| ۱۳۸۷      | موج سوم                 | آرش سجادی حسینی   | بازیگر               |
| ۱۳۸۶      | دل شکسته                | علی رویین‌تن       | بازیگر               |
| ۱۳۸۶      | دایناسور                | پرویز شیخ طادی    | بازیگر               |

### تلویزیون
| سال تولید | نام مجموعه   | کارگردان          | فعالیت   |
| --------- | ------------ | ----------------- | -------- |
|           | نگاهی دوباره | سهی بانو ذوالقدر  | کارگردان |
| ۱۴۰۱      | معجزه        | محسن امانی        | بازیگر   |
| ۱۴۰۱      | تازه‌وارد     | رضا کشاورزی       | بازیگر   |
| ۱۳۹۹      | وارش         | احمد کاوری        | بازیگر   |
| ۱۳۹۶      | رهایم نکن    | محمد مهدی عسگرپور | بازیگر   |
| ۱۳۹۴      | نفس گرم      | محمد مهدی عسگرپور | بازیگر   |
| ۱۳۹۱      | مرد نقره‌ای   | کاظم معصومی       | بازیگر   |
| ۱۳۸۹      | همراز        | فرهاد جم          | بازیگر   |

### تله فیلم
| سال تولید | نام مجموعه    | کارگردان     | فعالیت |
| --------- | ------------- | ------------ | ------ |
| ۱۳۹۱      | آهسته در سکوت | فرزاد مؤتمن  | بازیگر |
| ۱۳۹۰      | آذر           | فرزاد مؤتمن  | بازیگر |
| ۱۳۹۲      | یک سفر بخصوص  | محمد راوندی  | بازیگر |
| ۱۳۸۹      | شیفت بعدی     | ژرژ هاشم‌زاده | بازیگر |
| ۱۳۸۸      | ساعت گیج زمان | فرزاد مؤتمن  | بازیگر |

### تئاتر
| سال اجرا | عنوان تئاتر             | کارگردان         | فعالیت   |
| -------- | ----------------------- | ---------------- | -------- |
| ۱۳۹۷     | آپ آرت مان              | امیر شاه‌علی      | صداپیشه  |
| ۱۳۹۷     | آرش                     | سهی بانو ذوالقدر | کارگردان |
| ۱۳۹۵     | خاندان مرگ              | مهراو نوری       | بازیگر   |
| ۱۳۹۲     | نمایشنامه خوانی «هیهات» | کامبیز بنان      | نقش خوان |

##### نمایشگاه
- نمایشگاهی از آثار نقاشی با عنوان «رنگ زندگی» نقاش در سال ۱۳۹۵[۵]
- نمایشگاه نقاش من در گالری کمال الملک در سال ۱۳۸۱
- نمایشگاه نقاشی تماشاخانه باران در سال ۱۳۹۸
- نمایشگاه نقاشی در گلوبال ویلیج امارات در سال ۱۳۷۹
- نمایشگاه سفال در گالری ایمپاش ترکیه
- کسب مقام اول در بخش صنایع دستی نمایشگاه سفال در نمایشگاه بین‌المللی تهران در سال ۱۳۸۳
- نمایشگاه سفال و نقاشی در مونیخ در سال ۱۳۹۰